# Urcaguary
Urcaguary (también como: Urcaguari o Urkawari) es la deidad de los tesoros, los metales, las joyas y objetos subterráneos de gran valor en la mitología incaica. Se le define como una deidad de carácter ctónico; pues esta reside en el interior de las montañas, es decir, en lugares que comprenden lo profundo del Uku Pacha.

## Historia
La historia de Urcaguary es un misterio, pues no se conocen muchas referencias acerca de dicha divinidad.
A pesar de ello, existen leyendas andinas de criaturas míticas que comparten características semejantes a Urcaguary. Es menester resaltar que, muchas leyendas cambian y se adaptan por generaciones, lo que deja como posibilidad de que estas leyendas andinas puedan ser modificaciones y/o readaptaciones de esta deidad.
Dentro del amplio imaginario andino, se tienen a las siguientes criaturas mitológicas:

### Uscaiguai
Los agustinos, en la Relación de idolatrías de Huamachuco, hacen referencia a la existencia de un ser mítico llamado Uscaiguai. Esta criatura mezcla características de serpiente, felino y venado. En dicha relación, se expone lo siguiente:

Dicen estos indios que antiguamente en tiempo de Chacochima, que era capitán del Inga que tenia toda la tierra, estando en Guamachuco con gran fuerza de gente, vino el demonio hecho serpiente á manera de culebra, la cual era según los que la vieron tan gorda como un muslo y tenia pelos y la cabeza como de un venado, ‘y era tan larga que desde la cabeza no podían ver la cola estando en tierra llana. A esta culebra ó serpiente llamaban Uscaiguai, á esta mocharon tos indios para ser ricos, porque traía unas petaquillas de oro en la cola, y después que la hobieron mochadó y adorado, hicieron grandes alegrías, diciendo, «ya mochamos á nuestro Señor y Dios, y de aquí adelante seremos ricos.»
Otra vez se les apareció diciendo que se quería subir al cielo, lo cual vieron todas aquellas naciones que allí se hallaron, comenzó á subir haciendo vueltas por el aire y así se fué hasta que le perdieron de vista: yo he preguntado esto á muchos por ver si conformaban, y todos dicen lo mesmo; y en memoria desto hacían grandes fiestas y juegos, los cuales, como sean idolatría, vedan y han quitado los padres con gran fuerza y que no pinten serpientes ni culebras.

### Venado encantado de Carcas
Se dice que en Carcas, pequeño poblado del distrito de Chiquián ubicado en la provincia de Bolognesi, existe un cerro conocido como Huayna. En su interior yace un majestuoso tesoro que los incas escondieron de la codicia de los españoles. El dios Sol (posiblemente Wiracocha o Inti) decretó que un venado corpulento, de hermosa piel y cuernos resplandecientes, debía tener la eterna misión de custodiarlo.
Desde entonces, el bello animal ronda por los parajes del dicho lugar, restringiendo que cualquiera llegue a descubrir la entrada de la caverna. Pero el demonio una vez estuvo a punto de dar con ella. Y por eso, el bravío venado, emprendió contra él una batalla feroz. En las crudas épocas del invierno, cuando la Tierra queda inmersa en una melancólica neblina, y el rocío cae tristemente de las hojas, la batalla se torna más encarnizada. Durante las noches lóbregas y heladas, el cerro se estremece ante el fragor de la sangrienta pelea, fragor que silencia el estrépito de las torrentosas aguas de los tres arroyuelos que surcan el lugar. A pesar de la ferocidad del demonio, el formidable guardián de brillante piel y alzadas astas logra vencerlo; y el enemigo vencido aumenta el caudal de uno de los arroyuelos.
También se menciona que una vez, dos cazadores habían seguido los rastros de un venado. Después de una fatigosa caminata, habían llegado a la boca de una cueva, en la cual las huellas se dirigían hacia su interior. Estos se adentraron alumbrándose con una antorcha y a su luz pudieron visualizar esqueletos humanos, potes y otros objetos de alfarería. Al ver tal escena, se atemorizaron y abandonaron la enigmática cueva. Mientras trataban de regresar, uno de ellos resbaló y al levantarse apoyando sus manos en el suelo remojado por las lluvias, descubrió una galería subterránea. Al curiosear en ella, notaron que estaba repleto de alhajas de oro y piedras preciosas. Atónitos por tal descubrimiento, quisieron cargar con todas las riquezas y, mientras divisaban por el campo, vieron a un venado de singular gallardía; pero ni se les ocurrió cazarlo. Anduvieron por los alrededores en busca de un burro para cargar la fortuna a sus hogares, pero tuvieron la desdicha de no poder encontrar uno. Entonces, fueron al sitio donde habían encontrado la galería, con la intención de llenar sus alforjas con las joyas, mas no pudieron dar con ella. En la búsqueda desesperada, ambos se perdieron y nadie supo el paradero de ellos.
El venado que había sido divisado anteriormente no era nadie más que el suspicaz guardián de la gigantesca riqueza (el venado encantado de Carcas). Como castigo, el mítico venado convirtió a los extraviados cazadores en dos arroyuelos que empezaron a correr junto al que ya existía, el cual era fruto de la transformación de los demonios que fueron vencidos por el impetuoso animal en anteriores encuentros.

### Huaracuy
El Huaracuy (también como: Huarakuy o Warakuy) es un ser mitológico muy recurrente en la literatura oral de Huánuco. Esta criatura es de carácter ctónico y suele habitar en lo profundo de las lagunas y otros lugares subterráneos. Asimismo, se considera al Huaracuy como el protector de las riquezas, los minerales y las sabidurías que existen en el distrito de Huántar.
Respecto a su apariencia, las fuentes pueden variar. En una de ellas, se menciona al Huaracuy como una colosal serpiente de iridiscentes plumas y cerdas multicolores. En otra fuente, el Huaracuy es descrito como una serpiente alada de fiero rostro, larga y descomunal cola, cuya cabeza es una mezcla extraordinaria de puma y ternera.
Asimismo, esta criatura tiene la habilidad de transformarse en varios elementos. Por lo general, se manifiesta como: fenómenos atmosféricos, animales bizarros, personas, etc.
A diferencia de las dos criaturas vistas anteriormente, el Huaracuy es el único que tiene algunas connotaciones malignas; pues existen leyendas que lo referencian como un demonio. Como ejemplo a lo anterior, se tiene a la leyenda de "María Rupay". Del mismo modo, se tiene la creencia de que su sola presencia anuncia el preludio de huaycos y/o deslizamientos, lluvias torrenciales, etc.

## Representación
Urcaguary es una deidad descrita como una colosal serpiente con cabeza de taruca. Se dice que su escurridizo cuerpo le ayuda a escabullirse debajo de la tierra. Asimismo, su extensa cola se encuentra enlazada con numerosas cadenas de oro, piedras preciosas y otras joyas.

## Función
Urcaguary era la deidad incaica patrona de los tesoros y como tal, protege estos codiciados objetos de cualquiera que ose robárselos. Estos tesoros, al igual que en otras leyendas andinas, se encuentran escondidos bajo tierra y/o en el interior de grandes montañas.